# Sporenzakje

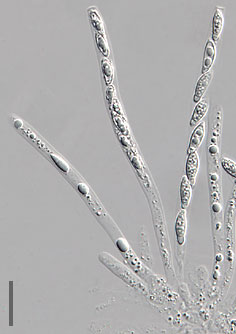
Unitunicaat-inoperculaat sporenzakje van Hypomyces chrysospermus

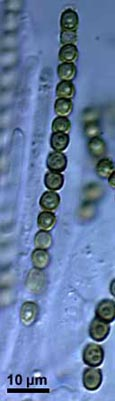
Sporenzakje met 8 dubbelcellige ascosporen van Hypocrea virens

Een sporenzakje of ascus (Latijn, van het Griekse ἀσκός, askos, zak; meervoud asci) is een sporendragend doosje bij de zakjeszwammen (Ascomyceten).
In een sporenzakje, dat gevormd wordt doordat de zygote zich verlengt tot een langwerpig band- of cilindervormig kapsel, vindt de meiose plaats, waardoor het aantal kernen naar vier stijgt en gelijktijdig de haploïde toestand hersteld wordt. Bijna altijd volgt een verdere kerndeling (mitose) zodat uiteindelijk acht dochterkernen in het sporenzakje komen te liggen. Deze worden alleen met wat celplasma van eigen membranen en meestal ook met een vaste celwand omhuld en vormen zo ten slotte de eigenlijke voortplantingscellen, de ascosporen. Deze liggen in de sporenzakjes als erwten in een peul en worden op een passend moment losgelaten.
Asci worden in laboratoria gebruikt voor het bestuderen van het proces van meiose.

## Indeling Ascomyceten naar ascus
Bij de indeling van de Ascomyceten speelt de vorm van de ascus een rol. Er worden vier typen asci onderscheiden:
1. unitunicaat-operculaat. Dit is een ascus met een enkele wand en een ingebouwd "deksel", het operculum, met een ingebouwde zwakke plek, dat na het rijp worden van de sporen openbreekt, waardoor de sporen vrijkomen. Unitunicate-operculate asci komen alleen in apotheciën voor, zoals bij de gewone morielje.
2. unitunicaat-inoperculaat. Dit is een ascus met een enkele wand zonder een ingebouwd "deksel". In plaats daarvan zit er een elastische ring dat als een drukventiel werkt. Bij rijpe sporen gaat de ring voor korte tijd open, waardoor de sporen eruit schieten. Dit type asci komt zowel voor bij apotheciën als bij peritheciën, zoals bij Hypomyces chrysospermus.
3. bitunicaat. Dit is een ascus met een dubbele wand, die bestaat uit een dunne, stugge buitenwand en een dikke, elastische binnenwand. Zodra de sporen rijp zijn, splijt de buitenwand open, waardoor de binnenwand water kan opnemen. Door de wateropname zwelt de ascus zover op dat het boven de rest van het ascocarp uitsteekt, Hierdoor worden de sporen met de wind meegenomen. Bitunicate asci komen uitsluitend voor bij pseudotheciën, zoals bij appelschurft en bij Guignardia aesculi op de paardenkastanje.
4. prototunicaat. Bij deze meestal ronde asci komen de sporen niet door een speciaal mechanisme vrij. De wand lost bij rijpheid op of zij wordt door bijvoorbeeld dieren opengebroken. Prototunicate asci komen zowel voor bij peritheciën als bij cleistotheciën, zoals bij de iepziekte en de truffels. Dit type is eigenlijk een verzamelbak van asci die niet tot de eerste drie typen behoren en die zich waarschijnlijk uit de unitunicate asci hebben ontwikkeld.

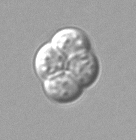
Sporenzakje van Saccharomyces cerevisiae
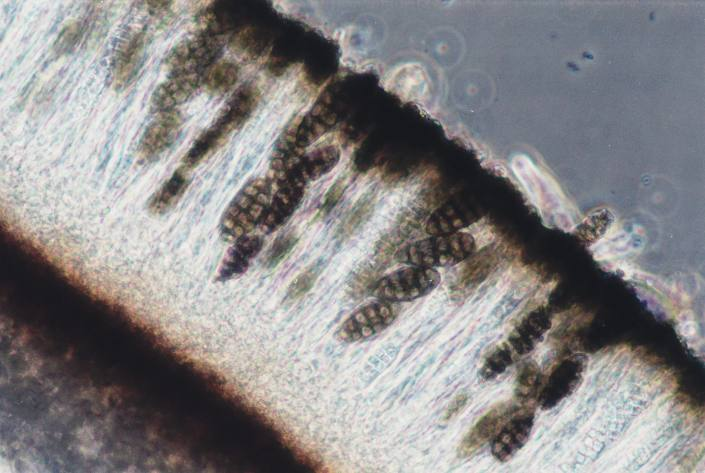
Asci met elk 4 muriforme sporen van Diploschistes muscorum
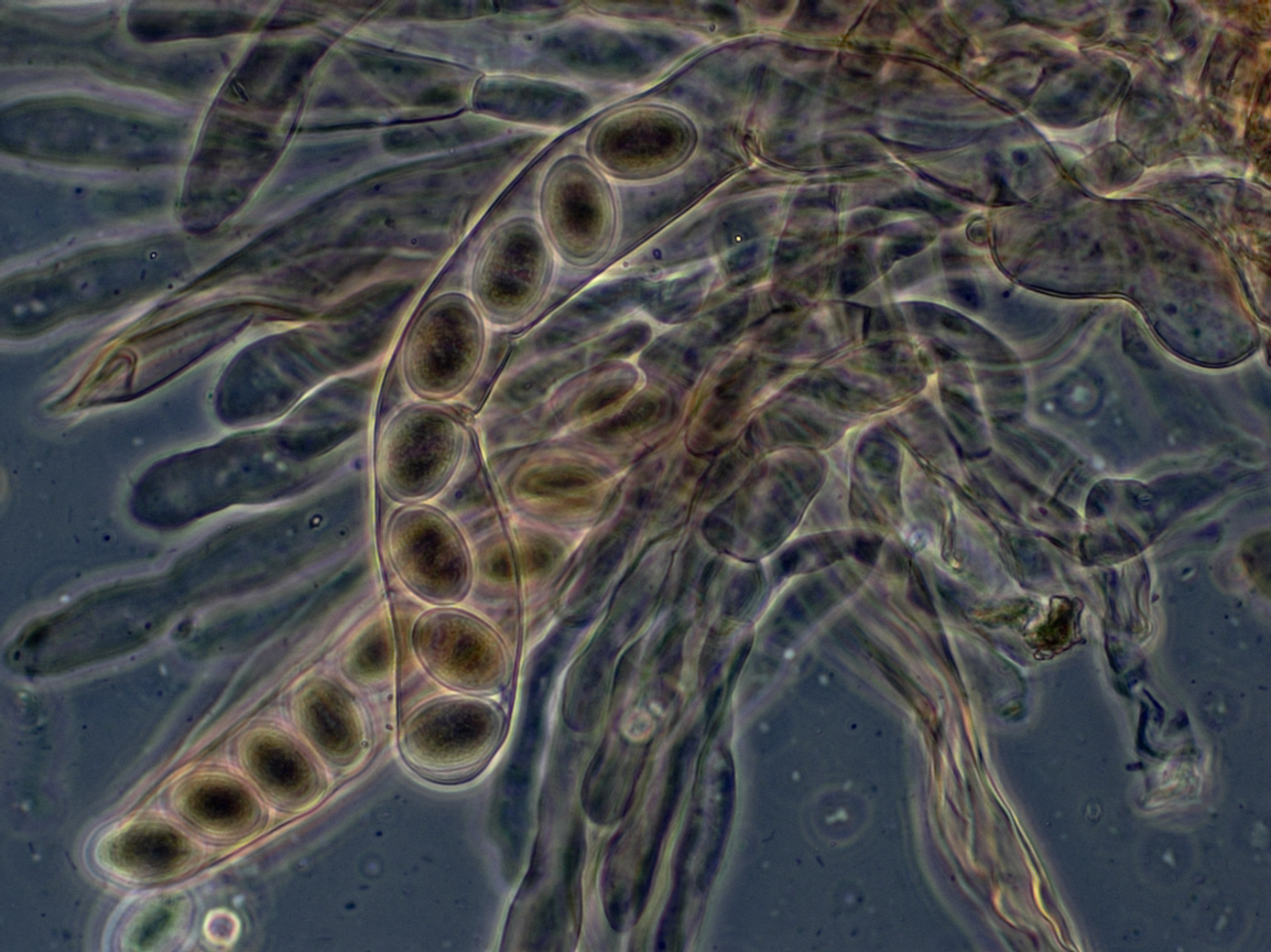
Asci met ascosporen